# Eisenbahn und Industrie
Eisenbahn und Industrie war eine von 1893 bis 1933 erschienene Zeitschrift für Betriebstechnik und Verwaltung. Die Redaktion des Verlags Wien-Berlin-München befand sich in Wien. Herausgeber war anfangs der Eisenbahn-Oberingenieur und Professor an der Prager Technischen Hochschule Alfred Birk.

Um die Wende zum 20. Jahrhundert kamen in Deutschland und Österreich mehrere deutschsprachige Zeitschriften über den Schienenverkehr auf den Markt, unter anderem ab 1904 Die Lokomotive, in der 1933 Eisenbahn und Industrie aufging. Eisenbahn und Industrie versuchte, als Alleinstellungsmerkmal die Nähe zur Industrie herauszuarbeiten. Im Untertitel der Ausgabe vom 5. Mai 1905 stand:
„Zentralblatt für die Interessen des gesamten Verkehrswesens (einschließlich der Wasserstraßen, Lokal- und Kleinbahnen) und Industrie-Unternehmungen, ihrer Verwaltungen und Betriebsorgane“
Im Wettbewerb positionierte sich Eisenbahn und Industrie so:
„So reichhaltig auch die technische Literatur an Zeitschriften ist, so fehlt doch ein Fachblatt, das vorwiegend alle Betriebsfragen […] in den Bereich seiner Erörterung zieht.“
Schon hier spielten die Anfänge des Automobilverkehrs eine Rolle, denn in Berlin fand die fünfte internationale Automobilausstellung statt. Ein Ingenieur beschreibt die Patentlage und die dahinter liegenden technischen Neuerungen, kommt aber zum Schluss, es stehe „als Einzelnwagen zu unserem öffentlichen Verkehrswesen […] nur in einer sehr lockeren Beziehung“.
In einer der letzten Ausgaben (Januar 1933) wird der Autobusverkehr als größter Konkurrent zum Bahnverkehr genannt und von einer der österreichischen Regierung vorliegenden Sonderabgabe für Lastkraftwagen berichtet. Demnach sollen für jede Sendung per LKW, die über die Ortsgemeinde hinausgeht, 5 % an die Eisenbahnunternehmen abgegeben werden.